# Léna Brocard
Léna Brocard (Saint-Martin-d'Hères, 19 maggio 2000) è una combinatista nordica francese.

## Biografia
Originaria di Les Rousses e attiva dal settembre del 2016, la Brocard ha esordito in Coppa del Mondo nella gara inaugurale del circuito femminile, disputata il 18 dicembre 2020 a Ramsau am Dachstein (22ª), e ai Campionati mondiali a Oberstdorf 2021, dove si è classificata 21ª nel trampolino normale; nella rassegna iridata di Planica 2023 si è piazzata 15ª nel trampolino normale e a quelli di Trondheim 2025 è stata 17ª nel trampolino normale, 15ª nella partenza in linea e 6ª nella gara a squadre mista.

## Palmarès

### Coppa del Mondo
- Miglior piazzamento in classifica generale: 8ª nel 2024